# 曾木亞古彌
曾木亞古彌（日语：／ Sogi Akoya，1968年9月27日—），日本女演員、配音員。出身於京都府 。身高158cm 。體重48kg。B型血。

## 來歷、人物
本名和舊藝名為曾木康代（そぎ やすよ）。RICOMOTION所屬，劇團卒都婆小町出身。
1992年至2010年擔任SNK電玩格鬥遊戲《餓狼傳說》系列女主角不知火舞（後來在《格鬥天王》系列全勤演出）的配音，這也是曾木她的唯一配音代表作。
擅長的舞蹈是爵士舞、踢踏舞，並在劇團內部做舞蹈教學指導，也擅長少林寺拳法（初段）。
興趣是裁縫、讀書、穿和服。
舞台活動方面，也在《劇團卒塔婆小町》以外等多部舞台作品中客串演出。

## 演出

### 遊戲
作品依照首次配音年排序，皆配音不知火舞。
- 餓狼傳說系列[注 1]
- 格鬥天王系列[注 2]
- CAPCOM VS. SNK（日语：CAPCOM VS. SNK）系列
- SNK VS. CAPCOM SVC CHAOS（日语：SNK VS. CAPCOM SVC CHAOS）
- NeoGeo Battle Coliseum（日语：ネオジオバトルコロシアム）

### 網路動畫
2005年
- 格鬥天王：另一天（日语：The King of Fighters: Another Day）（不知火舞）

### 廣播劇CD
- REAL BOUT 餓狼傳說2 ～THE NEWCOMERS～ 廣播劇CD（旁白）
- 格鬥天王系列（不知火舞）
- NEO-GEO DJ Station系列（不知火舞）

### 電視劇、電視節目
NHK
- 康乃馨
- 生存 為了心愛的女兒
- 笹澤左保推理 危險的協奏曲（常態演員）
- 新銀河電視劇（日语：ドラマ新銀河） 我們的啟程從京都開始（日语：京都発・ぼくの旅立ち）（常態演員）

TBS電視網
- TBS
  - 週五電視之星！（日语：金曜テレビの星!）

- MBS
  - 隆仁ONE MAN（日语：たかじんONE MAN）
  - DOWN TOWN物語（日语：ダウンタウン物語）
  - FM999（節目常駐來賓）

富士電視網
- 富士電視台
  - 親愛的爸爸
  - 「錢形平次」（第4季／第12話）

- 關西電視台
  - 豐滿的隆仁（日语：胸いっぱいサミット!）
  - 茶茶亂入禮拜一（日语：ちゃちゃ入れマンデー）

朝日電視網
- 朝日電視台
  - 藝妓名偵探！（日语：舞妓さんは名探偵!）（塚越良子／第7話）

- 朝日放送
  - 京都迷宮案內（日语：京都迷宮案内）
  - 新·科調所的女法研
  - 新·部長刑事 城市警察24（日语：部長刑事）

讀賣電視台
- 週刊TV廣辭苑

### 電影
- 黑雨（雷利·史考特執導，1989年）－擔任日語配音。
- （石井岳龍執導，2012年）

### 舞台
1988年
1990年
- M.O.P.Produce

2001年
- 藤山直美（日语：藤山直美）公演：

2005年
- 京都南座「三婆（日语：三婆）」－劇団卒都婆小町（日语：劇団そとばこまち）內公演。

2007年
2010年
2011年
2012年
2014年
2015年
- （2015年6月16日－6月18日，國立文樂劇場小禮堂 (大阪)）

### 廣告
- P＆G
- ART搬運中心（日语：アート引越センター）
- SHIMAYA（日语：シマヤ）
- 日本食研（日语：日本食研ホールディングス）
- 小林製藥
- 日本法人

## 腳註

## 外部連結
- 曾木亞古彌｜RICOMOTION （页面存档备份，存于） （日語）
- （日語）－曾木亞古彌的官方個人部落格。
- 曾木亞古彌的X（前Twitter） （日語）